# Vermillion
Vermillion település az Amerikai Egyesült Államok Dél-Dakota államában, Clay megyében, melynek megyeszékhelye is. Lakosainak száma 11 695 fő (2020. április 1.).

## Népesség
A település népességének változása:

| 2010 | 10 571 |
| 2020 | 11 695 |